# Canne (marche)

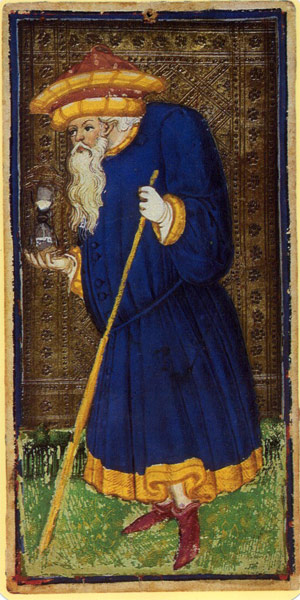
Carte de tarot représentant l'Ermite (Italie, XVe siècle).

Pour les articles homonymes, voir Canne.
La canne est un accessoire allongé en forme de bâton, touchant le sol et tenu à la main, principalement destiné à aider la marche, bien qu'il puisse remplir d'autres fonctions (mode, outil, arme, sport, etc.). La spécialisation du mot canne au sens de « bâton léger sur lequel on s'appuie pour marcher » n'est pas attestée avant le XVIe siècle, puis au sens de « bâton de promenade » au XVIIe siècle et est vraisemblablement empruntée à l'italien canna, issu du latin canna « roseau ». La canne connaît d'innombrables déclinaisons de forme, d'usage, voire de dénomination.

## Histoire

### Préhistoire et antiquité
Si les premières cannes furent d'abord vraisemblablement de vulgaires bâtons ramassés et utilisés comme tels de façon multi-utilitaire, puis progressivement ouvragés et façonnés, il est difficile de dater l’apparition de la canne qui, en outre, n'adoptera cette appellation générique commune que très tardivement. Toutefois, on reconnaît volontiers à l’Égyptien Toutânkhamon la qualité de premier collectionneur de cannes (on en a retrouvé plus d'une centaine de tous types dans son tombeau, cannes qu'il utilisait pour se déplacer suivant les dernières découvertes des scientifiques), mais la canne est également évoquée dans l'Antiquité grecque (par exemple dans l'énigme posée à Œdipe par le Sphinx) et dans la Bible (notamment l'épopée de Moïse ou l'histoire de Jacob), également présente chez les Assyriens et à Rome où tous les nobles ont une canne. Même le légionnaire romain joint à son uniforme une canne-bâton (canne centurion). À l'exception de ce dernier exemple, la canne fait alors souvent office de signe distinctif, hiérarchique ou nobiliaire, même s'il est probable que la canne poursuit une destinée plus rustique et plus utilitaire dans les couches plus rurales de la société.

### Période moderne

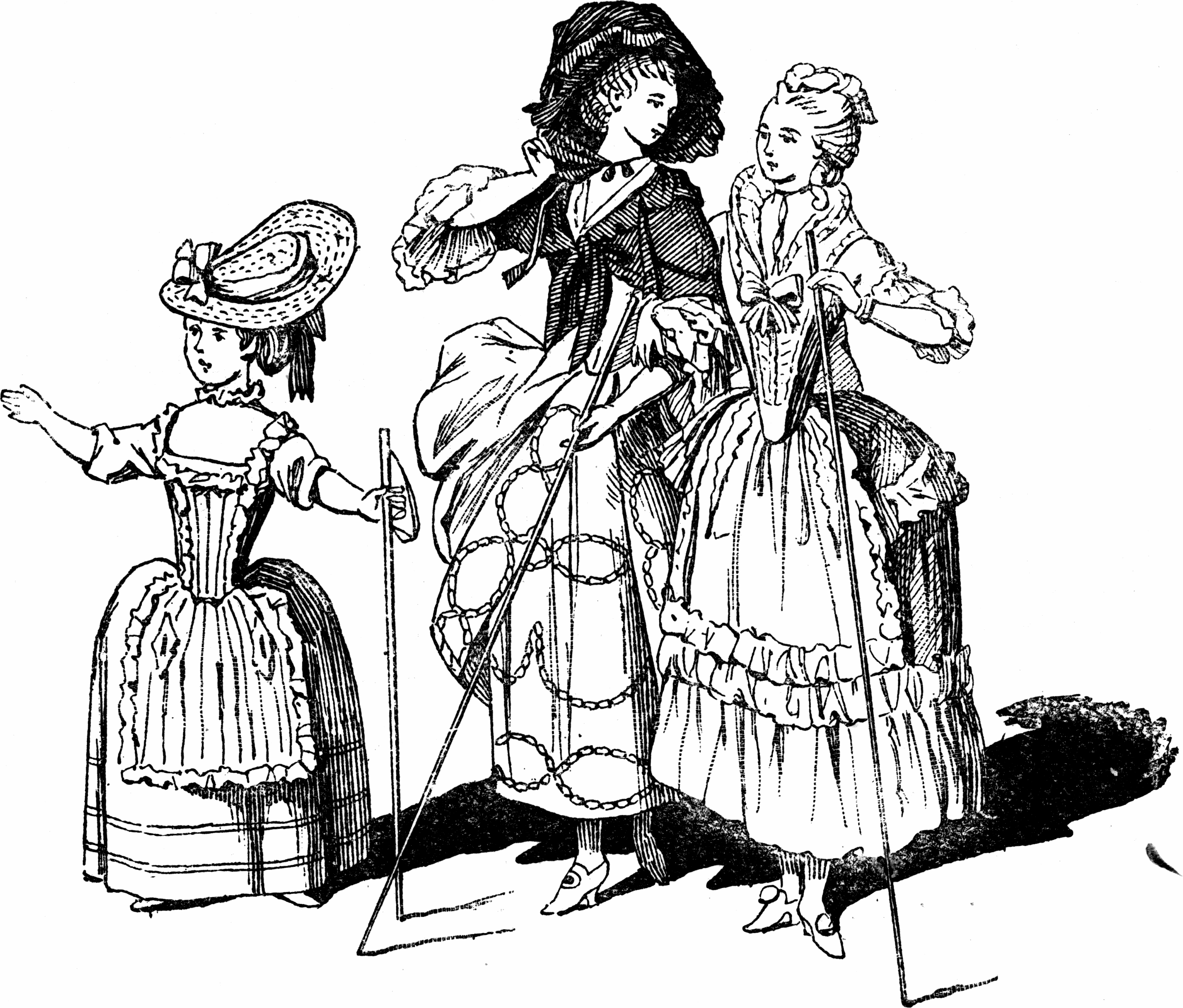
Cannes féminines au XVIIIe siècle en Europe.

Au Moyen Âge, la canne se fait plus discrète au profit de l'épée chez les féodaux. On note cependant les spécificités des cannes de pèlerinage appelées bourdon. Ce sont, à l'image des crosses épiscopales, des cannes hautes, gainées ou cloutées, parfois sculptées, avec une poignée disposant d'une butée inférieure (pour bloquer la main ou lier une gourde). La Renaissance remet timidement la canne en vogue. Avec la mode des talons hauts, elle sert notamment d’appui et évite de tomber. Malgré les lois somptuaires, elle est un accessoire ostentatoire pour l'aristocrate qui veut avoir la plus ouvragée, la plus précieuse (canne en ébène, en bois de rose, de palissandre ou d'amourette, parfois même en porcelaine, au pommeau de bronze, d'argent, d'ivoire ou incrusté de pierres précieuses). François Ier possède une canne, la régente Catherine de Médicis aussi. Elle reste donc l'apanage des monarques et de la noblesse, comme plus tard pour Louis XIII, puis Louis XIV, ainsi que pour leurs courtisans qui en firent l'une des règles de l'étiquette et même pour leurs comédiens qui l'utilisent comme symbole de grandeur dans leurs pièces. Le XVIIIe siècle connut cependant la canne de femme, un haut bâton enrubanné (ou à dentelles), telle la houlette à rubans de Marie-Antoinette d'Autriche parmi ses moutons. C'est aussi de cette époque que date l'usage codifié de la canne comme instrument de défense, ce qui deviendra un art martial typiquement français. On se souvient également de la très riche canne de Richelieu, témoignant de son rang et de son aisance.
La Révolution française marque une étape et une parenthèse extravagante. La canne se démocratise et l'épée autonome décline : la canne-poudrier de la garçonne, et surtout, les énormes cannes torsadées (cannes-gourdins à pommeau de plomb) des jacobins (appelées arbre de liberté ou pouvoir exécutif), avec des variantes comme les grosses cannes ficelées d'une corde à boyau et fourrées d'une épée des Incroyables, alors que de leur côté, les muscadins qui se moquaient des jacobins, exhibaient une canne-gourdin.

### Période contemporaine

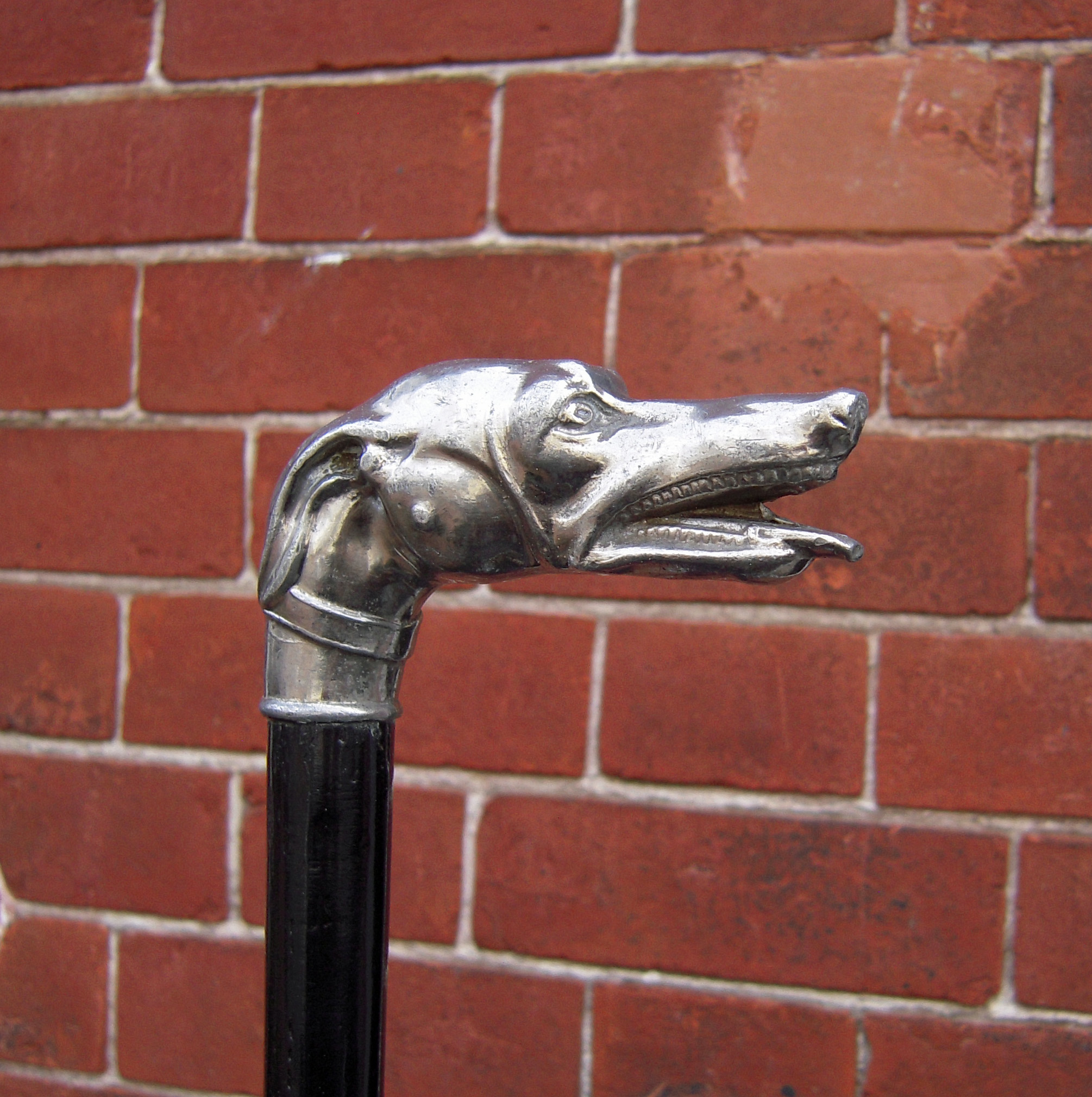
Pommeau en forme de tête de lévrier en alliage plomb-étain (Angleterre, fin du XIXe siècle.

Après cette période d'excentricité, c'est principalement la Belle Époque qui fera de cette orthèse un accessoire viril et élégant de la mode masculine bourgeoise (et non plus seulement aristocratique), complément indissociable du frac noir et de la redingote. On parle alors d'âge d'or de la canne et, selon Pierre Faveton (bibliographie infra), « Il est alors aussi incongru à un homme de sortir sans sa canne qu'à une femme de se promener sans chapeau ». Chaque circonstance et moment de la journée a sa canne : canne du jour, canne du soir, canne de ville, canne de campagne, canne de promenade ou canne de voyage, cannes à systèmes (canne jumelle pour le théâtre, canne éventail, canne poudrier, canne boussole, canne porte monnaie, canne à réserve d'alcool ou à étui de cigarette, canne sarbacane pour souffler des billets doux, canne montre, parapluie canne, etc.). Elle est tout aussi inutile que la canne du XVIIIe siècle au point que chez certains, elle n'est plus qu'une badine portée sous le bras, comme un lointain souvenir de la cravache des cavaliers. Beaucoup de grands bijoutiers-joaillers se sont investis dès le XIXe siècle dans la fabrication de luxueux pommeaux de cannes, comme Fabergé, Cartier, Tiffany, etc. Les cannes de cette époque sont aujourd'hui les fleurons de belles collections.
Depuis, après un dernier engouement lors de la période Art déco, la canne revient sporadiquement dans la lumière, bien que, de nos jours, ce soit souvent par dérision ou par excentricité individuelle (exemples récents célèbres : le peintre Dali, le faux comte de Saint-Germain, certains artistes du mouvement gothique, etc.), à l'exception des utilisations très spécialisées (médicales ou sportives).

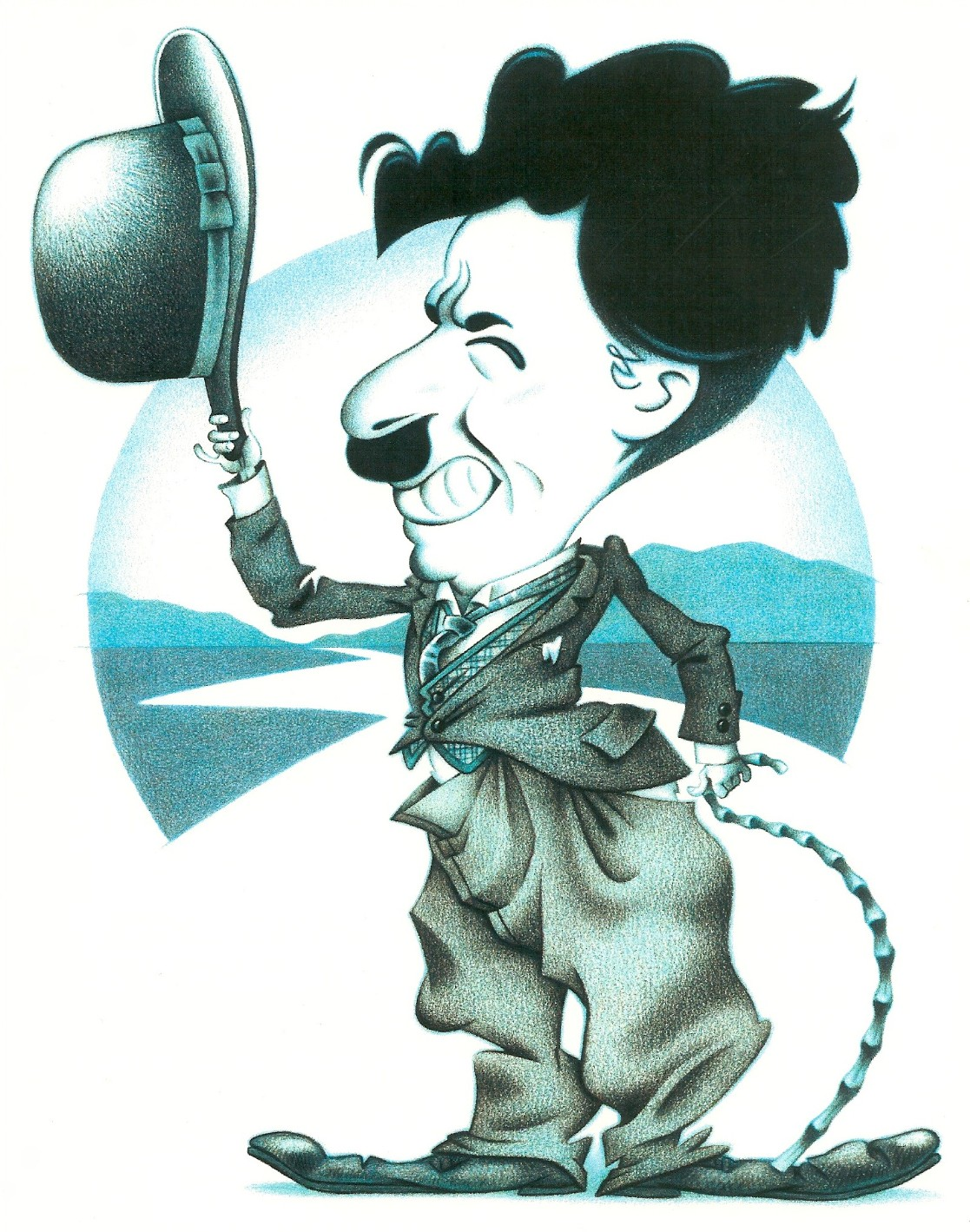
Charlot et sa canne de bambou.

### Évolution symbolique
Au plus loin que l'on remonte dans le temps, la canne fut jadis associée aux images du patriarche (Moïse), du pouvoir (crosse de l'évêque ou du monarque), du berger, du pèlerin (Compostelle), puis à celle du maître à danser (canne-pochette). Aujourd'hui, bien qu'elle connaisse une réelle désaffection depuis le début du XXe siècle, autre qu'utilitaire, elle s'identifie encore à l'image de la vieillesse, à celle du magicien et, de plus en plus, à celle du randonneur, retrouvant ainsi son utilité première pour la promenade.
La célèbre silhouette de Charlot et sa canne de bambou flexible ou les cannes virevoltantes des Dupont et Dupond de Hergé sont notables. Cependant, l'histoire démontre que de tout temps, la canne a eu ses trois fonctions principales qui emportent toutes les autres : l'appui, la parade et la défense.

## Aspects
La canne peut être classée en quatre catégories :
- la canne d’agrément, voire de prestige, dite aussi « canne vestimentaire », qui est un accessoire raffiné de la tenue masculine qui s'affiche.
- la canne orthèse, plus indispensable au déplacement et à la marche : ordinaire, spécialisée (cannes traditionnelles du monde rural) ou médicale.
- la canne à système qui est ingénieuse et qui cache toute sorte d'usages et d'objets plus ou moins utilitaires, inoffensifs ou non.
- la canne sportive, traditionnelle (art martial) ou plus contemporaine (bâton de randonnée).

Néanmoins, cette catégorisation n'est qu'une commodité. Il n'est pas toujours facile, ni pertinent, de distinguer les cannes entre elles, ni de les regrouper, notamment en fonction de leurs différentes utilisations qui s'interpénètrent : la canne d'agrément peut aussi servir de riche orthèse ; la canne sportive n'est pas à proprement parler une canne orthèse bien qu'elle en dérive mais la canne de randonnée sert néanmoins aussi d'aide à la marche et, en outre, peut être seulement de loisir et non pas sportive (donc une forme d'agrément) ; les cannes système sont souvent des cannes d'agrément parfois luxueuses, etc. En fait, les modèles de canne et leurs usages sont si diversifiés que leurs seuls points communs sont parfois seulement d'être un accessoire tenu à la main et leur forme générale commune silhouettée en bâton.
Depuis les années 2020, certaines cannes intègrent des innovations technologiques (géolocalisation, alerte de chute, dispositifs lumineux), enrichissant encore davantage cette classification traditionnelle. Ces nouveaux modèles, souvent hybrides, mêlent assistance médicale, design contemporain et fonctionnalités connectées, et témoignent de l’évolution continue de cet accessoire ancestral.

### Composantes
Le bâton (ou fût) de la canne classique est souvent en bois, parfois sculpté, marqueté, incrusté ou gainé (en cuir ou tressage, par exemple), choisi en fonction de ses qualités esthétiques ou plastiques, précieux ou non (ébène, érable, châtaignier, palissandre, etc.). Il peut être aussi en jonc, en métal ou en matériau composite (modèles luxueux pour la marche ou sportifs). Le bâton est plutôt de section cylindrique mais peut être carré (voire, plus rarement, triangulaire ou ovale) pour les modèles sportifs notamment. En principe le bâton est droit et lisse (hormis les cannes sculptées) mais il peut être torsadé, noueux et de forme vermiculaire.
La poignée. En principe, le bâton s'orne, d'une manière distincte, d'un pommeau (milord ou en boule) ou d'une crosse (classique, en équerre ou Derby), où l'or, l'argent, l'ambre et l'ivoire peuvent servir de support à de véritables œuvres d'art, éventuellement incrustées de pierres précieuses ou de nacre. On trouve aussi des pommeaux et des crosses aux formes les plus diverses, notamment des têtes humaines ou d'animaux. Toutefois, la poignée est le plus souvent en bois, en métal ou en matière plastique sur les modèles contemporains courants, voire en caoutchouc ou liège pour certaines poignées destinées à la randonnée. Quand la canne a une vocation sportive très marquée la poignée fait corps avec la canne, raison pour laquelle celle-ci renoue volontiers avec sa dénomination native de « bâton » (cf. infra).
Les éléments annexes. À l'extrémité inférieure, on trouve l'embout (férule), généralement en caoutchouc, ou en métal en forme de pique (parfois amovible), tandis qu'à l'extrémité opposée, la présence éventuelle d'une dragonne peut permettre l'attache au poignet. Également au niveau supérieur, le bâton peut être renforcé, ou décoré, par une ou des bagues (viroles) et se voir doter d'un accroche-canne. Certaines cannes sont même munies d'amortisseurs.
La longueur de la canne est variable pour un confort de marche optimum.
Pour utiliser judicieusement une canne pour soulager le poids du corps il faut que le coude soit à 30° de flexion. À cette angulation le muscle triceps brachial (à la face postérieure du bras) est à son maximum d'efficacité. En plus d'une longueur suffisante ou réglable par tubes télescopiques, une petite astuce permet d'obtenir cet angle idéal du coude. En adoptant une posture relaxée, les pieds écartés dans une position confortable habituelle, bras le long du corps, la poignée de la canne doit être au niveau du pli de flexion du poignet.
Selon la forme du pommeau, par exemple avec des poignées courbées, il est parfois plus facile d’inverser la canne (poignée contre le sol) afin de contrôler si la férule arrive au niveau du poignet.
Généralement, les cannes pour les hommes mesurent entre 90 et 96 cm. Pour les femmes, cela varie entre 85 et 90 cm.
En principe la canne est portée du côté opposé à la jambe, ou au pied ou à la hanche affaibli, quel que soit le côté de la main dominante.
Pour marcher, il faut avancer simultanément la jambe affaiblie et la canne puis basculer la jambe saine en avançant. Le corps opère un transfert de poids sur la jambe saine et ainsi de suite.
Lorsqu’une canne est utilisée pour maintenir l’équilibre, il faut se fier à son corps et adopter la position qui offre le plus de confort.

### Usages
Les cannes d'agrément
Si certains modèles de prestige servent uniquement d'éléments décoratifs et de standing censés traduire la personnalité de leur propriétaire, d'autres sont réellement prévus pour l'aide à la marche normale en ville, tout en ayant une esthétique soignée qui les prédestinent à un usage plus mondain. Il s'agit ici presque uniquement d'un accessoire masculin, si l'on excepte le cas des élégantes cannes féminines du XVIIIe siècle (cf. supra) et les modes cycliques dans la bourgeoisie féminine contemporaine. C'est d'ailleurs en tant qu'attribut indispensable de la mode vestimentaire masculine que ce type de canne a connu un engouement populaire sans précédent, en particulier durant tout le XIXe siècle. On trouve peu de crosses arrondies dans cette catégorie. Ce sont plus volontiers des cannes à pommeau, ou derby (notamment pour les femmes). La poignée est en fait l’élément le plus travaillé et le plus précieux. C’est généralement elle qui confère, à la canne, son caractère et son originalité.
Les cannes orthèses

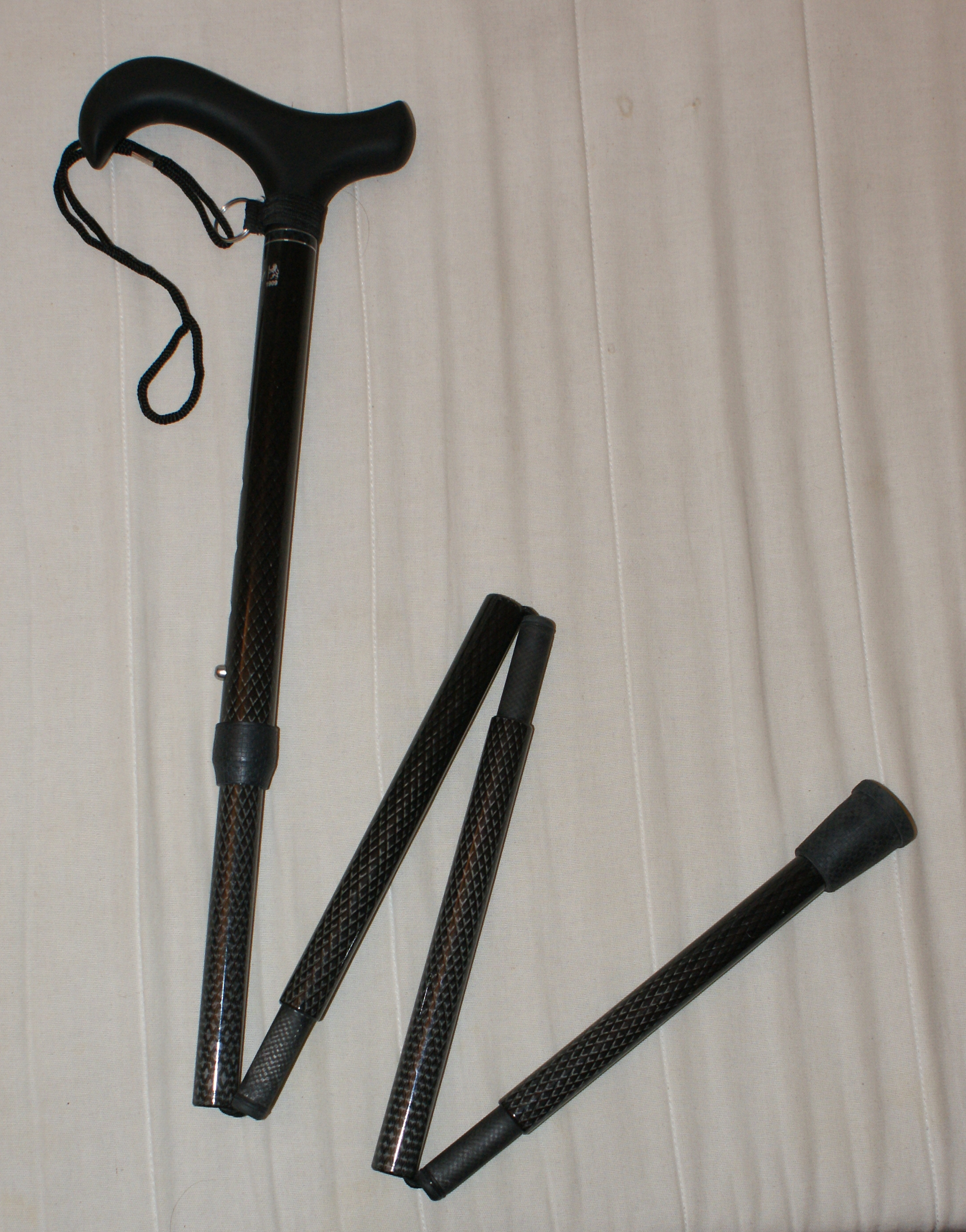
Canne à crosse derby, pliable et ajustable, en carbone, avec sa dragonne.

Cette catégorie connaît plusieurs variantes, généralement toutes utilitaires, avec un caractère plus ou moins marqué d'aide à la marche. On pense d'abord aux usages urbains classiques de la part des personnes âgées, des deux sexes, avec une canne généralement ordinaire, destinée à améliorer l'appui au sol et aider au franchissement d'obstacles simples comme un trottoir. On trouve ici tous les types de poignée, avec une préférence qui s'estompe pour une simple crosse arrondie au profit des crosses derby. Certaines sont pliables et ajustables en hauteur. Avec les cannes anglaises (ci-dessous), ce type de canne constitue l'exemple le plus courant et le plus visible de nos jours de la présence des cannes dans notre vie quotidienne.
Les cannes spécialisées ou traditionnelles : Ces cannes sont surtout mentionnées pour des raisons historiques et ne subsistent plus, en général, que pour le folklore. Il s'agit notamment des cannes en usage dans le monde rural, souvent plus rustiques, en même temps, d'une utilité indéniable. Ainsi, la houlette du berger lui sert tout à la fois à se déplacer, à se reposer, à diriger son troupeau, à tuer le serpent, à écarter les broussailles, etc. À noter que la crosse épiscopale que tient l'évêque symbolise justement la houlette du berger conduisant ses brebis. Les noms de ces cannes diffèrent suivant les régions en fonction de l'utilisation particulière, des formes et du matériau utilisé (makhila au Pays basque, boulade dans le Massif central). Les poignées sont, soit absentes ou faisant corps avec le bâton (éventuellement couronnées par un petit pommeau aplati), soit des crosses arrondies. Dans cette catégorie, on pense également par analogie, aux cannes plus symboliques qu'utilitaires des compagnons, aux cannes maçonniques, voire aux cannes des tambours-majors (ou bâton major) qui sont aussi une variante des cannes de métier (cf. infra).
Les cannes dites « médicales » répondent aux nécessités de la rééducation, d'un handicap ou du grand âge. On en dénombre plusieurs types : les cannes orthopédiques (concerne surtout une adaptation de la poignée) ; les cannes à plusieurs pieds (tripodes ou quadripodes) qui ont un bâton supérieur vermiculaire et une poignée horizontale, qui peuvent être une alternative ou le prélude au déambulateur. En Europe, pour des pathologies plus lourdes, les cannes dites anglaises ou canadiennes sont prescrites. Malgré leur nom, elles furent inventées par un ingénieur français à Nancy, Emile Schlick, sous le nom de cannes-soutiens. Elles comportent une poignée horizontale et un support incliné pour l'avant-bras. Le bâton, généralement en métal, est réglable en longueur par tubes coulissants. Elles s'habillent maintenant de plastiques de couleur pour les poignées et l'appui antébrachial. Leur mode de réglage est le même que celui décrit plus haut pour la canne simple. Aux États-Unis, pour ces mêmes pathologies, les béquilles à appui axillaire sont encore largement utilisées.
Enfin, de nos jours, une canne blanche signale une personne ayant une déficience visuelle (aveugle ou parfois malvoyante). Ces cannes n'ont donc rien à voir avec un type particulier de canne à système (infra) qui par le passé cachait une petite trousse de soins.
Les cannes à système
Elles furent innombrables jadis, démontrant que l'homme du XIXe siècle en particulier avait une imagination débordante. Elles font la joie des collectionneurs mais certains modèles sont encore commercialisés aujourd'hui.
Pour une fonction utilitaire, plus ou moins gadget, avec des possibilités infinies que cachait le fût de ces cannes : épée, lorgnette, tabatière, pipe, toise, parapluie, siège ou trépied, pince cueille-fruit, fiole à parfum ou poison, flacon et verres, simple tire-bouchon (ou attirail complet pour le pique-nique avec couteaux, fourchettes, tire-bouchon, flacon, poivrière et salière), montre, boussole, jeux de dés, lampe, porte-cigarettes (avec briquet ou allumettes et grattoir, ainsi qu'un cendrier) ou porte-gants. On évoque aussi l'existence de cannes encrier, éventail, violon, jeu d'échecs et trousse à outils (par exemple des sécateurs, des couteaux-scies, haches et marteaux.), des cannes se transformant en trépied pour y fixer un appareil photo, des cannes pour la pêche (cannes de promenade renfermant une canne à pêche complète, quelquefois une épinette ou un harpon), des cannes pour l'écriture ou le dessin (avec encriers, porte-plume, porte-mine, grattoir, matériel de peinture, chevalet, etc.), des cannes farces et attrapes (avec pétards, lance-confetti, jet d’eau, etc.) et bien d'autres. Il y eut même des cannes de voyeur dissimulant une sorte de périscope et on trouve aujourd'hui des cannes à roulettes comportant un cabas et des cannes podomètres.
Pour une fonction de défense : dague, épée, dard, matraque, embouts plombés, sarbacane, pistolet ou fusil. Bien que ce type de canne ait surtout fait fureur à la Belle Époque pour remplacer l'épée déclinante, on trouve encore certains modèles contemporains.
Parmi ces cannes à systèmes il faut faire une place historique aux cannes de métiers, par exemple, la canne-toise de maquignon (pour vétérinaires et marchands de chevaux) qui étaient des cannes de mesure, comme les cannes des croque-morts, du tonnelier, du drapier, du laitier. Il y avait également la canne-vrille du forestier, la canne-velte (jauge du marchand de vin ou de grains), la canne de dégustation du représentant en liquides, la canne soude (plombage des marchandises par l'employé d'octroi), etc.
Les cannes sportives

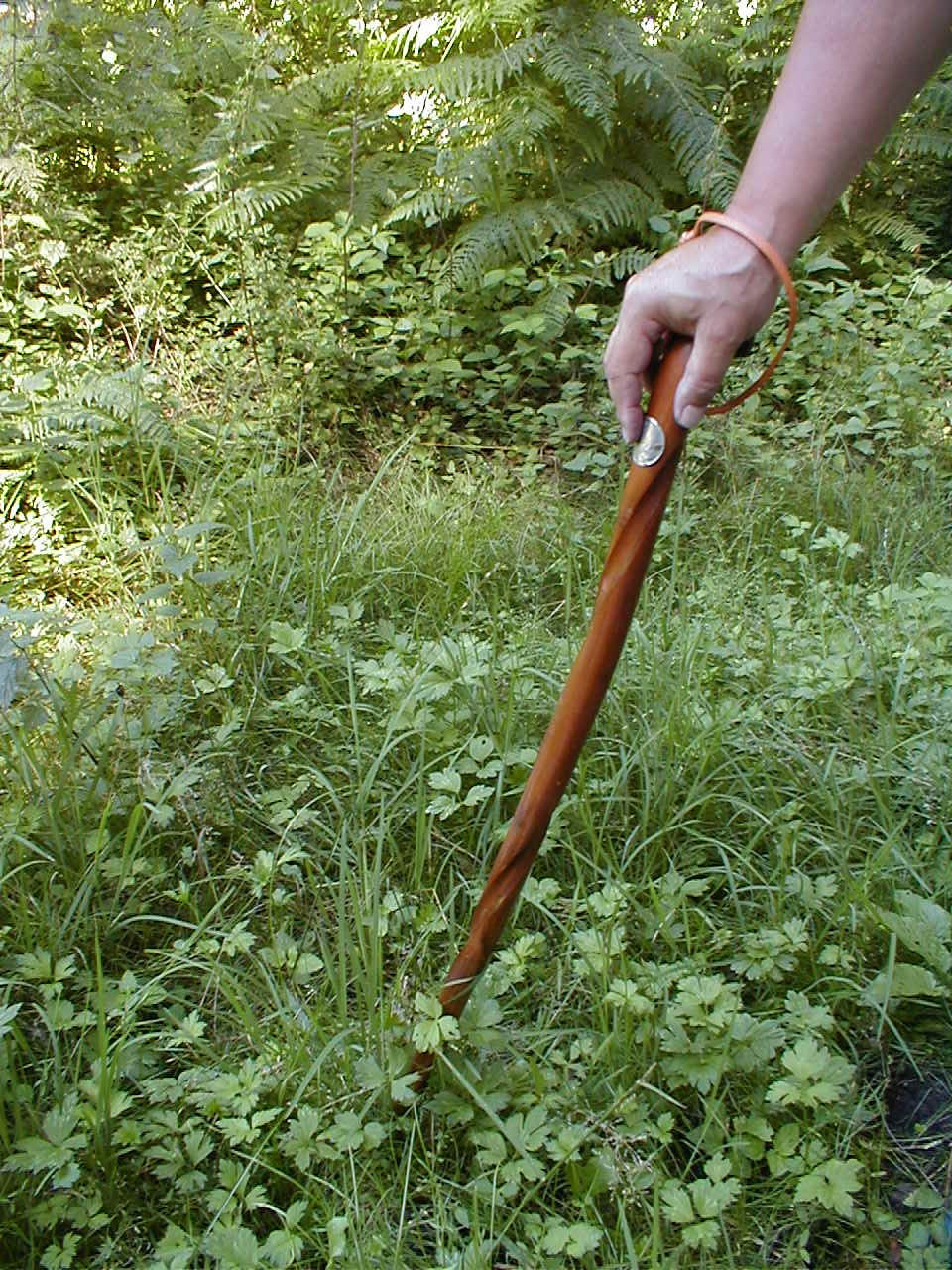
Bâton de randonnée traditionnel.

On pense d'abord à la canne ou bâton de randonnée (ou bâton de marche) qui peut avoir un usage sportif ou seulement de loisir. Dans une pratique sportive, sa fonction n'est pas seulement l'aide à la marche, mais apporte un soutien dans l'effort (impulsion, répartition), l'atténuation des chocs pour la descente, la réception ou le franchissement d'obstacles délicats. Dans les hypothèses de marche intensive dans la nature, tenant compte de la variété des sols rencontrés, on attachera plus particulièrement de l'importance à la qualité de la férule (avec parfois une pointe en tungstène ou en carbure et des formes variées, en croix ou en cylindre), et à la présence d'une dragonne, ainsi qu'à la légèreté de l'ensemble et sa capacité d'absorption des chocs (flexibilité). Dans le cas de la randonnée citadine (en fort développement), et bien que l'usage d'un appui soit plus rare, le bâton de marche, voire une canne classique le cas échéant, sera plus sobre et plus élégant, avec un simple embout caoutchouc. Certains modèles pour la promenade champêtre sont au contraire rustiques, d'un seul tenant, en bois, comportant souvent de nos jours une boussole incrustée en guise de pommeau, mieux adaptés à la randonnée promenade. D'autres plus sophistiqués, souvent pour un usage plus sportif, sont en aluminium ou matériau composite (fibre de verre, carbone ou zicral), de plus en plus souvent télescopiques, avec amortisseurs. Enfin, on trouve des poignées de toutes formes : droite, recourbée comme une canne classique ou légèrement en avant, en forme de pommeau ergonomique ou en béquille derby.
À noter le cas particulier de l'Alpenstock utilisé jadis en milieu alpin, dont est dérivé le bâton de ski et celui des cannes spéciales pour le trekking ou pour la marche nordique qui est un sport intensif complet qui se pratique avec deux bâtons (ressemble un peu au ski de fond, mais en marchant à pied !). Les cannes en question sont des bâtons de marche de haute technologie. Ils ont notamment par principe une poignée ergonomique, une férule démontable spécialement adaptée, avec rondelle amovible, et systématiquement une dragonne, généralement large et ajustable.
Il faut également faire une place à part à la canne légère (ou bâton), en châtaignier, utilisée dans l'art martial qu'est la canne de combat où l'instrument, bien que dérivant des cannes de marche, ignore totalement cette dernière fonction. Les cannes eurent un temps une crosse arrondie. Aujourd'hui leur poignée fait corps avec le fût. Ce sport se pratique avec une ou deux cannes. Il se pratique également avec un bâton, nommé ainsi parce que, au contraire de la canne, il se tient à deux mains et ne comporte pas de poignée au sens strict (il est aussi plus long).
Le club est une canne spéciale pour le golf. Enfin, pour l'anecdote, on signalera que l'on se servit jadis aussi de canne sarbacane pour s'exercer au tir de fléchettes sur cible et que certaines cannes dissimulaient une cravache dans leur fût pour faire de l'équitation (voir les cannes à systèmes).

## Débat terminologique sur la forme

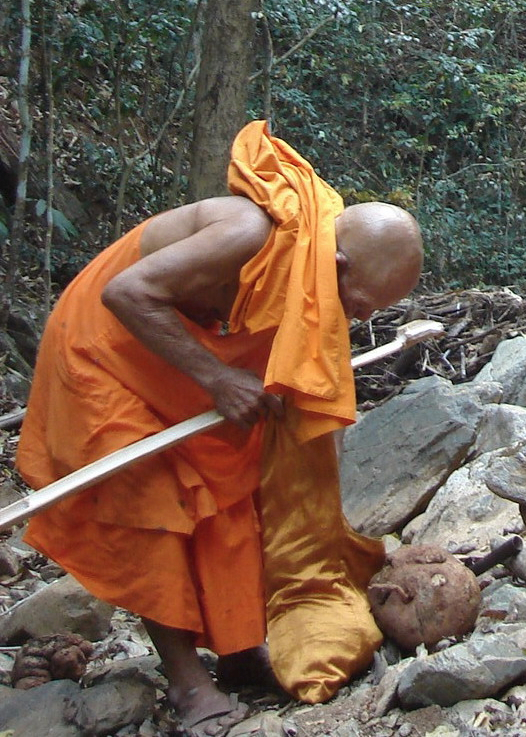
Un moine bouddhiste thaïlandais porteur d'une canne en bambou fendu (2008).

Il est périlleux de trancher cette querelle vis-à-vis de ceux qui pensent que les différents bâtons de marche ne sont pas des cannes et vice versa. La canne est historiquement un bâton que l'on a dénommé canne en effet tardivement (seconde moitié du Moyen Âge). 
En toutes hypothèses, bien que des bâtons soient aussi commercialisés par les marchands de cannes, trois arguments sont avancés pour contester l'assimilation du bâton à la canne, quant à leur usage, à leur structure et leur forme respectifs.
- On objecte d'abord que la canne est réservée à la marche et au soutien. Pourtant, auparavant, comme par la suite, la canne a toujours eu de multiples usages (défensif, utilitaire, de soutien, et symbolique), de sorte qu'il semble erroné de cantonner respectivement la canne et le bâton dans un champ particulier et de les distinguer de ce point de vue. D'ailleurs, le sport dénommé « canne de combat » ne vise ni le soutien, ni la marche et les cannes de prestige ne servent presque jamais à la marche. À l'inverse, un bâton de randonnée sert bien à la marche et même au soutien (par exemple lors d'un franchissement), ainsi qu'à l'impulsion, comme une canne classique, mais dans des circonstances de terrain différentes. C'est l'intensité et la proportion de chaque fonction qui diffère. Ceci accentue effectivement certaines particularités que l'on retrouve peu ou pas sur les cannes ordinaires. Mais les différences sont aussi flagrantes entre une canne classique, une canne de prestige, une canne médicale et une canne à système. Cependant, le mot « bâton » sonne bien à l'air du temps, celui du retour à la nature, colle parfaitement avec son usage non urbain et semble renouer avec ses lointaines origines. Un concept de canne « verte » en somme.
- On a avancé que la canne était essentiellement ouvragée et constituée de plusieurs morceaux distincts (dont la crosse) au contraire du bâton qui, en outre, n'aurait pas de poignée. On pourrait objecter dans ce cas qu'il s'agit bien d'une canne mais réduite à son bâton. Mais de nos jours, une canne à crosse d'un seul tenant peut aussi être nommée bâton pour souligner sa rusticité, tandis que les bâtons de randonnée ou de marche actuels sont à la fois sophistiqués, usinés et assemblés de plusieurs parties, dont une poignée généralement en caoutchouc.
- Enfin, un dernier argument consiste à souligner que le bâton aurait certes une poignée mais faisant corps avec lui. C'est ici la silhouette de l'objet qui est en cause. C'est même ce qui justifie que de rares négociants distinguent les cannes de randonnée, des bâtons de randonnée, quand bien même ils ont strictement les mêmes usages et qualités[30]. Pourtant les cannes à pommeau et certaines cannes blanches sont aussi profilées comme des bâtons et nombre de bâtons de marche modernes ont une poignée derby, comme une canne classique.

Toutefois, l'argument silhouette, ci-dessus évoqué, met l'accent sur l'image sportive et terrienne à laquelle renvoie la randonnée, fort éloignée de l'image la plus commune de la canne contemporaine, avec une crosse recourbée, auxiliaire urbain de la vieillesse. Ceci, additionné de la dimension nature déjà évoquée, semble expliquer que la canne retrouve son appellation originelle de « bâton » dans ce cas (bien que l'on parlait jadis aussi de bâton de vieillesse et que l'on parle tout autant aujourd'hui de canne de randonnée). À cela s'ajoute parfois une dimension traditionnelle et symbolique. Par exemple, on reçoit la makhila, qualifiée aussi de bâton de marche, comme on reçoit un bâton de vie, avec une certaine solennité. Là encore la comparaison avec l'image habituelle de la canne semblerait vulgaire.
Tout ne serait donc finalement qu'une question d'image et d'identité, voire de tradition, en notant que cela se dissout parfois en pratique : par exemple, on parle plutôt du « bâton » de berger pour qualifier cet objet champêtre utilitaire, mais si l'on doit le distinguer de son homonyme qui est un saucisson, il sera naturel de qualifier le premier de canne et le second d'aliment (ou de charcuterie). On ajoutera que la dénomination des cannes est aussi une question d'époque et d'inspiration. À l'âge d'or de la canne on disait du dandy qu'il se promenait la badine (ou la baguette) à la main. Le bâton était réservé aux rustres.
Ainsi la canne serait un terme générique qui ne préjudicie en rien à ses usages et dénominations spécifiques, chacun avec ses caractéristiques et ses traditions propres, liées à une origine commune qui se perd parfois dans la nuit des temps : au tout début, sans doute une branche tombée de l'arbre qui une fois dépouillée fit un bâton qui servit à l'homme à se défendre, à s'appuyer, sans doute à fouiller, et à bien d'autres usages encore, que l'on peut se plaire, ou non, à distinguer aujourd'hui dans des utilisations et des dénominations entremêlées.

## Citations
- Alphonse Karr[32] : « Tu plantes ta canne, le lendemain un rosier a poussé. »
- David Lloyd George : « Un socialiste est un homme qui ne fait aucune différence entre une canne et une ombrelle parce que toutes les deux tiennent dans un porte-parapluies. »
- Serge Gainsbourg : « L'amour est aveugle et sa canne est rose. »
- Gao Xingjian : « Seule la canne est plus solide que les expériences pour s'appuyer. » (Extrait de La Montagne de l'âme)
- Jérôme Touzalin : « L'intuition est à la connaissance ce que la canne blanche est à l'aveugle. »

## Curiosités

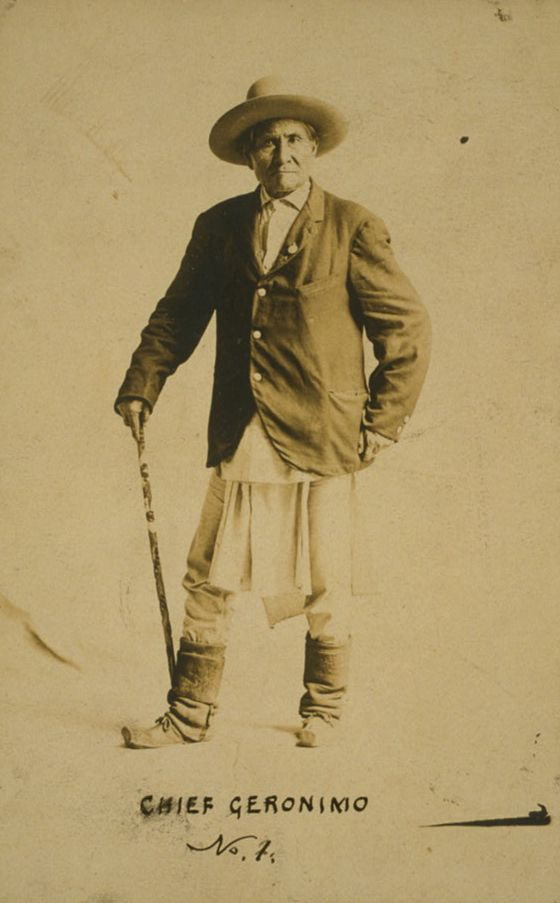
Le chef apache Geronimo et sa canne : surtout un signe d'autorité.

- La canne à système est ancienne : Charles VIII de Suède (XVe siècle) possédait déjà une canne avec une poignée constituée d'un haut flacon en cristal de roche rempli d'un parfum pour homme et Henri VIII d'Angleterre (XVIe siècle) avait une canne de jonc armée de 2 petits pistolets à rouets.
- Les muguets (gentilshommes dandys du XVIIe siècle) bombardaient de bonbons de sucre ou de cornets à billets doux, les demoiselles se promenant dans les jardins du Palais-Royal, avec des cannes sarbacanes[33],[34].
- Au XVIIIe siècle, Alexandre Jean Joseph Le Riche de La Popelinière, dit « La Popelinière », possédait une canne valant une fortune (plus de 10 000 écus d'or à l'époque).
- En 1687, le compositeur français Jean-Baptiste Lully meurt des suites d'un malencontreux coup de canne (dit bâton de direction, pour diriger l'orchestre) qu'il s'était donné lui-même en dirigeant l'un de ses ballets.
- À partir de 1834, Balzac exhibe une canne monstrueuse, sertie de turquoises, qui cache aussi le portrait de son aimée[35]
- Depuis 1880, une canne à pommeau d'or est remise traditionnellement au début de chaque année par l'administration portuaire de Montréal au capitaine du premier navire océanique atteignant ce port directement depuis la haute mer sans escale intermédiaire[36].
- En 1871, en pleine répétition de son opérette « Les brigands », Offenbach brise sa canne avec une violente exubérance pour réveiller l'ardeur de ses chanteurs[37]
- L'écrivain français et académicien Paul Bourget (1852-1935) possédait une collection de cannes exceptionnelle: la canne de M.Franklin, celle du bailli de Mirabeau ou une autre ayant appartenu au chevalier d'Orsay et enfin la canne du grand-duc Paul. (Revue hebdomadaire, 15/12/1923, Jubilé de Paul Bourget, article de Eugène Marsan).
- La « canne à absinthe » du peintre Toulouse-Lautrec (XIXe siècle) cachait aussi une petite visionneuse qui permettait de passer des vues de femmes nues.
- Le géologue et naturaliste Jules de Malbos a fait don au Musée Malbos de Privas en 1859[38] de sa collection de 900 cannes[39] faite de 300 espèces de bois présents dans le Vivarais et, pour 500 d'entre elles, gravées de vers consacrés au charme de la nature, aux fleurs et d'amusantes maximes[40] car il était également poète[41].
- Au début des années 1920, le journaliste américain Rudolph Edgar Block a rassemblé une collection de 1 400 cannes en bois[42].
- Le célèbre repris de justice, René la Canne tient son surnom de l'orthèse sur laquelle il devait compter à la suite d'une blessure de sa jambe par arme à feu.
- La canne blanche est utilisée par les non-voyants dans la plupart des pays. Pour les malvoyants, la Belgique a reconnu la canne jaune de 1991 à 2006 et l'Argentine reconnaît la canne verte depuis 2002[43].
- Mme Schaller 76 ans et M. Smith 52 ans, tous deux marchant avec une canne, se sont frappés l'un l'autre avec leur orthèse en se croisant, le 29 mars 2007 à Toronto, en pleine rue. Résultat de leur refus de priorité mutuelle : deux ans de prison avec sursis et deux blessures d'orgueil[44]
- La canne a repris une popularité soudaine avec la série télévisée américaine Docteur House dans laquelle le protagoniste, House, marche à l'aide d'une canne à la suite d'un caillot dans la jambe.